# Irán en los Juegos Olímpicos de Río de Janeiro 2016
Irán confirmó su participación en los Juegos Olímpicos de 2016 en Río de Janeiro, Brasil, del 5 al 21 de agosto de 2016.
La abanderada en la ceremonia de apertura fue Zahra Nemati, haciéndolo también en los Juegos Paralímpicos de Río de Janeiro 2016.

## Medallero
| Medalla        | Nombre           | Deporte      | Evento   | Fecha                |
| -------------- | ---------------- | ------------ | -------- | -------------------- |
| Medalla de oro | Kianoush Rostami | Halterofilia | -85 kg m | 12 de agosto de 2016 |
| Medalla de oro | Sohrab Moradi    | Halterofilia | -94 kg m | 12 de agosto de 2016 |

## Deportistas
| Deporte       | Hombres | Mujeres | Total |
| ------------- | ------- | ------- | ----- |
| Tiro con arco | 0       | 1       | 1     |
| Atletismo     | 9       | 1       | 10    |
| Boxeo         | 1       | 0       | 1     |
| Piragüismo    | 1       | 0       | 1     |
| Ciclismo      | 3       | 0       | 3     |
| Esgrima       | 2       | 0       | 2     |
| Judo          | 2       | 0       | 2     |
| Remo          | 0       | 1       | 1     |
| Tiro          | 1       | 4       | 5     |
| Natación      | 1       | 0       | 1     |
| Tenis de mesa | 2       | 1       | 3     |
| Taekwondo     | 3       | 1       | 4     |
| Voleibol      | 12      | 0       | 12    |
| Halterofilia  | 5       | 0       | 5     |
| Lucha         | 12      | 0       | 12    |
| Total         | 54      | 9       | 63    |